# Fidenae
Fidena (lat. Fidenae ili Fidenis) je bio antički grad, smješten oko 8 km sjeverno od Rima, na lijevoj obali Tibera. Pretpostavlja se da je osnovan kao etruščansko naselje. Antički izvori navode kako je u doba Rimskog Kraljevstva bilo predmetom sukoba između Rima i Veja. Nakon stvaranja Republike su ga Rimljani zauzeli te tako kaznili Fidence zbog sudjelovanja u pokušaju Tarkvinija Oholog da se vrati na vlast. Pod rimsku vlast je konačno došao 435. pr. Kr. Nakon toga je izgubio svaku važnost i spominje se tek kao poštanska stanica. Međutim, Tacit navodi da se tamo u doba ranog Carstva veliki drveni amfiteatar, koji se zbog loše konstrukcije srušio usred predstave, te je tada poginulo i ranjeno 20.000 od 50.000 gledatelja, što taj događaj čini jednom od najvećih stadionskih katastrofa u povijesti.